# 奧帕圖夫縣

50°48′18″N 21°25′29″E / 50.80500°N 21.42472°E
奧帕圖夫縣（波蘭語：Powiat opatowski），是波蘭的縣份，位於該國中部，由聖十字省負責管轄，首府設於奧帕圖夫，面積912平方公里，2006年人口56,645，人口密度每平方公里62人。